# Gesellschaft für Deutsch-Indische Zusammenarbeit
Die Gesellschaft für Deutsch-Indische Zusammenarbeit e. V. (GDIZ) ist ein gemeinnütziger Verein mit Sitz in München, der sich für die Vertiefung der deutsch-indischen Beziehungen auf den Gebieten Wirtschaft, Politik, Bildung und Kultur einsetzt.
Die Mitglieder der GDIZ kommen aus unterschiedlichen Bereichen. Darunter sind Vertreter aus Wirtschaft, Wissenschaft, Politik, Kultur und Studierende. Der Verein wurde 2010 als Nachfolger des Arbeitskreises Kultur und Sprachen Indiens gegründet. Die Unterstützung und Integration indischer Studenten in Deutschland ist ein Anliegen des Vereins.